# Ljudski koronavirus
Ljudski koronavirus (HCoV) se bazira na vrstu virusa koji izaziva bolesti respiratornog organizma kod osobe. Bolesti tog virusa su suhi kašalj, visoka tjelesna temperatura, prehlada, pneumonija,a neke vrste mogu veće posljedice izazvati sindrom otežanog disanja i smrt.

## Vrste
Samo 4 vrste imaju blage simptome:
1. HCoV-OC43 (Beta-CoV)
2. HCoV-HKU1 (Beta-CoV)
3. HCoV-229E (Alpha-CoV)
4. HCoV-NL63 (Alpha-CoV)

dok 3 vrste mogu uzrokovati teške posljedice (ARDS):
1. SARS-CoV (Beta-CoV)
2. MERS-CoV (Beta-CoV)
3. SARS-CoV-2 (Beta-CoV)